# Облога Махдії (1087)
Облога Махдії у 1087 р. — облога північноафриканського міста Махдія об'єднаною флотилією морських республік Пізи та Генуї за участі кораблів з Амальфі, а також Салерно і Гаети. Основним джерелом інформації про кампанію є поема латиною «Carmen in victoriam Pisanorum», написана протягом кількох місяців по завершенню цих подій пізанським священиком.

## Передумови
Махдія (аль-Махдія) в XI столітті була морською твердинею Зірідів, мусульманської династії берберського походження, яка приблизно з 1050 року втратила більшу частину своєї материкової території в Іфрикії на користь бедуїнських племен Бану Хіляль та Бану Сулайм. Тому зірідський емір Іфрикії Тамім ібн аль-Муїзза, який правив Махдією в 1062—1108 рр., переніс свою головну увагу і політичні амбіції на море і почав використовувати своє місто як базу для піратських рейдів на острови і італійське узбережжя Тірренського моря. Він також активно підтримував мусульманські емірати Сицилії у їх війні з норманськими завойовниками на чолі з братами Робертом і Рожером Отвілями, що саме відбувалась в цей час.
Напади берберських піратів на прибережні міста і торгові кораблі викликали реакцію молодих італійських торгових морських республік, розташованих на узбережжі Тірренського моря — Пізи та Генуї, які саме в цей час починали активно розвиватись. Тож, хоча офіційно напад на Махдію розглядався як помста за піратські набіги кораблів еміра Іфрикії на європейське узбережжя, а також за його активну підтримку мусульманських еміратів Сицилії у їх війні з норманськими завойовниками, мета нападу на Махдію виходила за меж звичайної каральної операції — молоді морські республіки самі прагнули створити бази на арабському сході для подальшого розширення своєї торгової та політичної присутності. З початком XI сторіччя економічна, військова та політична потуги Пізи та Генуї активно зростали, вони почали перетворюватись на домінуючу військово-морську силу в Тірренському морі і вже мали досвід успішних заморських військових експедицій проти мусульман, наприклад, під час нападу на Палермо разом з норманами Роберта Гвіскара в 1063 році. Хоча Піза та Генуя часто конкурували між собою, коли їх спільні цілі збігались вони могли організовувати взаємовигідну співпрацю, як це відбулось під час експедиції на Махдію. Інші учасники рейду належали до південно-італійських морських міст Амальфі, Гаети і Салерно, що незадовго до походу на Махдію були захоплені норманами і включені до складу норманського герцогства Апулія.

## Участь норманів
З 1061 по 1091 роки норманське військо Рожера І Отвіля і його брата Роберта Гвіскара вело довгу військову компанію по захопленню арабської Сицилії, яка станом на 1087 рік була близька до успішного завершення. Під час війни в Сицилії емір Іфрикії Тамім ібн аль-Муїзза надавав сицилійським арабським еміратам суттєву військову і матеріальну допомогу для боротьби з норманами. Тож організатори нападу на головне місто Таміма в Африці справедливо розраховували залучити до участі в експедиції потужну норманську армію і флот з Сицилії. Проте, коли організатори походу звернулись по допомогу до графа Сицилії Рожера I, який з 1076 року мав економічний договір з Тамімом ібн аль-Муїззою, Рожер відмовився, сказавши: «Що стосується нас, то Африка завжди поруч. Коли ми будемо сильними, ми візьмемо її». Пророцтво Рожера І здійснив його син Рожер II, який захопив і утримував Махдію та інші міста на узбережжі Африки в середині наступного століття. Тим не менш, в складі європейської експедиції 1087 року взяли участь кораблі з Амальфі, Салерно і Гаети, які на момент нападу на Махдію входили до складу норманського герцогства Апулія, що належало Рожеру Борса, сину Роберта Гвіскара і племіннику Рожера І.

## Перебіг подій
Атака на Махдію розглядалась як відповідь на регулярні піратські напади кораблів еміра Іфрикії Тамім ібн аль-Муїзза, а також його активну підтримку мусульманських еміратів під час норманського завоювання Сицилії і особливо під час штурму Палермо. що здійснювався об'єднаними нормансько-пізанськими силами в 1063 році. Атаку спільного пізансько-генуезького флоту очолив Уго Пізанський, В складі експедиції брали участь також дворянин Панталеоне з Амальфі та декілька кораблів з Гаети і Салерно. Напад політично і фінансово підтримувала Матильда Тосканська, яка була феодальним сюзереном Пізи і Святий Престол на чолі з папою Віктором III.
Напад на Махдію закінчився вирішальною перемогою об'єднаного італійського флоту. Місто, незважаючи на свої потужні укріплення, було завойовано та розграбовано. Однак втримати його європейцям не вдалося, оскільки переможці не мали ресурсів для його утримання. В підсумку було прийнято рішення повернути місто еміру Іфрікії за величезний викуп. Тамім ібн аль-Муїзза був змушений сплатити 100 тис. золотих динарів за його звільнення, а також звільнити християнських полонених та дозволити купцям з Генуї, Пізи та Амальфі вільно торгувати в портах держави Зірідів.

## Наслідки

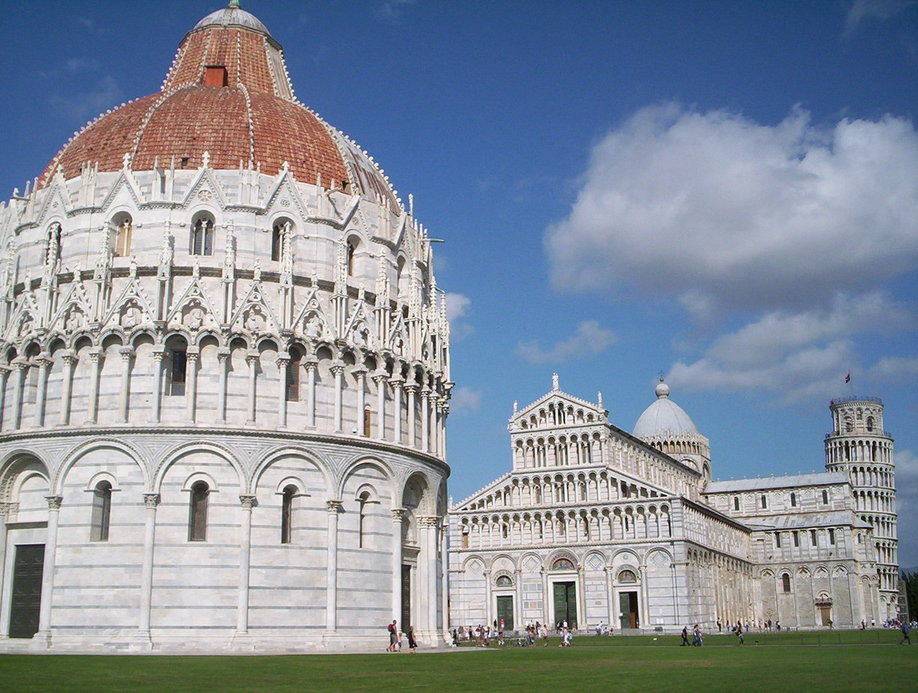
Комплекс кафедрального собору в Пізі, що збудований, зокрема, за рахунок коштів, отриманих пізанцями в результаті нападу на Махдію

Гроші, отримані внаслідок нападу на Махдію були витрачені пізанцями на спорудження кафедрального собору у Пізі та на будівництво нової церкви.
Сама експедиція не мала суттєвих наслідків стратегічного значення у військовому сенсі і не суттєво змінила співвідношення сил у західній частині Середземномор'я. Однак вона мала надзвичайне психологічне значення, оскільки показала, що мусульманські пірати, що наводили жах на населення морського узбережжя сучасних Італії, Франції та Іспанії могли бути переможені та розбиті. Експедиція також була передвісником зростаючого значення торгових морських міст Італії, які в майбутньому майже повністю перебрали під свій контроль торгівлю в Середземному морі.
Експедиція стала знаком часу — багато істориків дійшли висновку, що вона була передвісником появи хрестоносного руху в християнській Європі. Історик хрестових походів Карл Ердманн вважає напад на Махдію безпосередніми попередником Першого хрестового походу (нім. ganz als Kreuzzug ausgeführt), який відбувся вже через вісім років після нападу на Махдію, оскільки :
- напад на Махдію проводився з благословення Святого Престолу і під прапором Святого Петра;
- проти демонізованого мусульманського правителя;
- певний вид індульгенцій було надано усім учасникам бойових дій папою Віктором III.